# Saint-Pierre (Baixo Reno)
Saint-Pierre é uma comuna francesa na região administrativa de Grande Leste, no departamento do Baixo Reno. Estende-se por uma área de 3,21 km². Em 2010 a comuna tinha 650 habitantes (densidade: 202,5 hab./km²).